# Hypoderma moschiferi
Hypoderma moschiferi är en tvåvingeart som beskrevs av Brauer 1863. Hypoderma moschiferi ingår i släktet Hypoderma och familjen styngflugor. Inga underarter finns listade i Catalogue of Life.